# Vòng loại Giải vô địch bóng đá thế giới 2010 – Khu vực châu Âu (Bảng 6)
Bài viết sau đây là tóm tắt của các trận đấu trong khuôn khổ bảng 6, vòng loại giải vô địch bóng đá thế giới 2010 khu vực châu Âu. Bảng đấu gồm sự góp mặt các đội Croatia, Anh, Ukraina, Belarus, Kazakhstan và Andorra.
Kết thúc vòng đấu, đội đầu bảng Anh giành vé trực tiếp tới Nam Phi. Đội nhì bảng Ukraina đi đấu vòng play-off.
| VT | Đội        | ST | T | H | B  | BT | BB | HS  | Đ  | Giành quyền tham dự                     |     | Anh | Ukraina | Croatia | Belarus | Kazakhstan | Andorra |
| -- | ---------- | -- | - | - | -- | -- | -- | --- | -- | --------------------------------------- | --- | --- | ------- | ------- | ------- | ---------- | ------- |
| 1  | Anh        | 10 | 9 | 0 | 1  | 34 | 6  | +28 | 27 | Giành quyền tham dự FIFA World Cup 2010 |     | —   | 2–1     | 5–1     | 3–0     | 5–1        | 6–0     |
| 2  | Ukraina    | 10 | 6 | 3 | 1  | 21 | 6  | +15 | 21 | Tiến vào vòng 2                         |     | 1–0 | —       | 0–0     | 1–0     | 2–1        | 5–0     |
| 3  | Croatia    | 10 | 6 | 2 | 2  | 19 | 13 | +6  | 20 |                                         |     | 1–4 | 2–2     | —       | 1–0     | 3–0        | 4–0     |
| 4  | Belarus    | 10 | 4 | 1 | 5  | 19 | 14 | +5  | 13 |                                         | 1–3 | 0–0 | 1–3     | —       | 4–0     | 5–1        |         |
| 5  | Kazakhstan | 10 | 2 | 0 | 8  | 11 | 29 | −18 | 6  |                                         | 0–4 | 1–3 | 1–2     | 1–5     | —       | 3–0        |         |
| 6  | Andorra    | 10 | 0 | 0 | 10 | 3  | 39 | −36 | 0  |                                         | 0–2 | 0–6 | 0–2     | 1–3     | 1–3     | —          |         |

## Kết quả
Lịch thi đấu được quyết định tại buổi họp giữa các đội được tổ chức tại Zagreb, Croatia vào ngày 14 tháng 1 năm 2008. Các trận đấu dự định diễn ra vào tháng 8 năm 2009 được đẩy lên sớm một tuần, chuyển từ ngày 19 tháng 8 tới ngày 12 tháng 8 năm 2009, được thông qua trong phiên họp của Ủy ban Điều hành của FIFA diễn ra vào ngày 27 tháng 5 năm 2008.
| Kazakhstan                       | 3–0      | Andorra |
| -------------------------------- | -------- | ------- |
| Ostapenko 14', 30' · Uzdenov 44' | Chi tiết |         |

| Ukraina                  | 1–0      | Belarus |
| ------------------------ | -------- | ------- |
| Shevchenko 90+4' (ph.đ.) | Chi tiết |         |

| Andorra | 0–2      | Anh              |
| ------- | -------- | ---------------- |
|         | Chi tiết | J. Cole 49', 55' |

| Croatia                                | 3–0      | Kazakhstan |
| -------------------------------------- | -------- | ---------- |
| N. Kovač 13' · Modrić 36' · Petrić 81' | Chi tiết |            |

| Kazakhstan    | 1–3      | Ukraina                             |
| ------------- | -------- | ----------------------------------- |
| Ostapenko 68' | Chi tiết | Nazarenko 45', 80' · Shevchenko 54' |

| Andorra           | 1–3      | Belarus                                      |
| ----------------- | -------- | -------------------------------------------- |
| Pujol 67' (ph.đ.) | Chi tiết | Verkhovtsov 37' · Rodionov 79' · V. Hleb 90' |

| Croatia       | 1–4      | Anh                                |
| ------------- | -------- | ---------------------------------- |
| Mandžukić 78' | Chi tiết | Walcott 26', 59', 82' · Rooney 63' |

| Anh                                                             | 5–1      | Kazakhstan  |
| --------------------------------------------------------------- | -------- | ----------- |
| Ferdinand 52' · Kuchma 64' (l.n.) · Rooney 76', 86' · Defoe 90' | Chi tiết | Kukeyev 68' |

| Ukraina | 0–0      | Croatia |
| ------- | -------- | ------- |
|         | Chi tiết |         |

| Croatia                                          | 4–0      | Andorra |
| ------------------------------------------------ | -------- | ------- |
| Rakitić 16', 87' (ph.đ.) · Olić 32' · Modrić 75' | Chi tiết |         |

| Belarus   | 1–3      | Anh                           |
| --------- | -------- | ----------------------------- |
| Sitko 28' | Chi tiết | Gerrard 11' · Rooney 50', 74' |

| Kazakhstan  | 1–5      | Belarus                                                        |
| ----------- | -------- | -------------------------------------------------------------- |
| Abdulin 10' | Chi tiết | A. Hleb 48' · Kalachev 54', 64' · Stasevich 57' · Rodionov 88' |

| Andorra | 0–2      | Croatia                   |
| ------- | -------- | ------------------------- |
|         | Chi tiết | Klasnić 15' · Eduardo 35' |

| Anh                    | 2–1      | Ukraina        |
| ---------------------- | -------- | -------------- |
| Crouch 29' · Terry 85' | Chi tiết | Shevchenko 74' |

| Kazakhstan | 0–4      | Anh                                                         |
| ---------- | -------- | ----------------------------------------------------------- |
|            | Chi tiết | Barry 40' · Heskey 45+1' · Rooney 72' · Lampard 77' (ph.đ.) |

| Belarus                                               | 5–1      | Andorra               |
| ----------------------------------------------------- | -------- | --------------------- |
| Bliznyuk 2', 76' · Kalachev 44' · Kornilenko 50', 65' | Chi tiết | I. Lima 90+3' (ph.đ.) |

| Croatia                | 2–2      | Ukraina                  |
| ---------------------- | -------- | ------------------------ |
| Petrić 2' · Modrić 68' | Chi tiết | Shevchenko 13' · Gai 54' |

| Ukraina            | 2–1      | Kazakhstan      |
| ------------------ | -------- | --------------- |
| Nazarenko 33', 47' | Chi tiết | Nusserbayev 19' |

| Anh                                                        | 6–0      | Andorra |
| ---------------------------------------------------------- | -------- | ------- |
| Rooney 4', 39' · Lampard 29' · Defoe 73', 76' · Crouch 81' | Chi tiết |         |

| Belarus         | 1–3      | Croatia                     |
| --------------- | -------- | --------------------------- |
| Verkhovtsov 81' | Chi tiết | Olić 22', 85' · Eduardo 69' |

| Ukraina                                                                                            | 5-0      | Andorra |
| -------------------------------------------------------------------------------------------------- | -------- | ------- |
| Yarmolenko 18' · Milevskiy 45+2', 90+2' (ph.đ.) · Shevchenko 72' (ph.đ.) · Seleznyov 90+4' (ph.đ.) | Chi tiết |         |

| Croatia     | 1-0      | Belarus |
| ----------- | -------- | ------- |
| Rakitić 24' | Chi tiết |         |

| Belarus | 0-0      | Ukraina |
| ------- | -------- | ------- |
|         | Chi tiết |         |

| Andorra     | 1-3      | Kazakhstan                           |
| ----------- | -------- | ------------------------------------ |
| Sonejee 70' | Chi tiết | Khizhnichenko 14', 35' · Baltiev 29' |

| Anh                                                     | 5-1      | Croatia     |
| ------------------------------------------------------- | -------- | ----------- |
| Lampard 7' (ph.đ.), 59' · Gerrard 18', 67' · Rooney 77' | Chi tiết | Eduardo 71' |

| Belarus                                         | 4-0      | Kazakhstan |
| ----------------------------------------------- | -------- | ---------- |
| Bardachov 23' · Kalachev 69', 90+3' · Kovel 86' | Chi tiết |            |

| Ukraina       | 1-0      | Anh |
| ------------- | -------- | --- |
| Nazarenko 29' | Chi tiết |     |

| Andorra | 0-6      | Ukraina                                                                                           |
| ------- | -------- | ------------------------------------------------------------------------------------------------- |
|         | Chi tiết | Shevchenko 22' · Husyev 61' · I. Lima 69' (l.n.) · Rakytskiy 80' · Seleznyov 81' · Yarmolenko 83' |

| Kazakhstan        | 1-2      | Croatia                        |
| ----------------- | -------- | ------------------------------ |
| Khizhnichenko 26' | Chi tiết | Vukojević 10' · Kranjčar 90+3' |

| Anh                                  | 3-0      | Belarus |
| ------------------------------------ | -------- | ------- |
| Crouch 4', 76' · Wright-Phillips 60' | Chi tiết |         |

## Cầu thủ ghi bàn
| Vị trí | Cầu thủ              | Đội tuyển  | Số bàn |
| ------ | -------------------- | ---------- | ------ |
| 1      | Wayne Rooney         | Anh        | 9      |
| 2      | Andriy Shevchenko    | Ukraina    | 6      |
| 3      | Serhiy Nazarenko     | Ukraina    | 5      |
| 3      | Timofei Kalachev     | Belarus    | 5      |
| 5      | Frank Lampard        | Anh        | 4      |
| 5      | Peter Crouch         | Anh        | 4      |
| 7      | Ivan Rakitić         | Croatia    | 3      |
| 7      | Luka Modrić          | Croatia    | 3      |
| 7      | Ivica Olić           | Croatia    | 3      |
| 7      | Eduardo              | Croatia    | 3      |
| 7      | Steven Gerrard       | Anh        | 3      |
| 7      | Jermain Defoe        | Anh        | 3      |
| 7      | Theo Walcott         | Anh        | 3      |
| 7      | Sergey Khizhnichenko | Kazakhstan | 3      |
| 7      | Sergei Ostapenko     | Kazakhstan | 3      |

2 bàn
| Belarus - Gennadi Bliznyuk - Sergei Kornilenko - Vitali Rodionov - Dmitry Verkhovtsov | Croatia - Mladen Petrić Anh - Joe Cole | Ukraina - Artem Milevskiy - Yevhen Seleznyov - Andriy Yarmolenko |

1 bàn
| Andorra - Ildefons Lima - Marc Pujol - Oscar Sonejee Belarus - Maksim Bardachov - Alexander Hleb - Vyacheslav Hleb - Leonid Kovel - Pavel Sitko - Ihar Stasevich | Croatia - Ivan Klasnić - Niko Kovač - Niko Kranjčar - Mario Mandžukić - Ognjen Vukojević Anh - Gareth Barry - Rio Ferdinand - Emile Heskey - John Terry - Shaun Wright-Phillips | Kazakhstan - Rinat Abdulin - Ruslan Baltiyev - Zhambyl Kukeyev - Tanat Nusserbayev - Roman Uzdenov Ukraina - Oleksiy Gai - Oleh Husyev - Yaroslav Rakytskiy Phản lưới nhà - Aleksandr Kuchma (trong trận gặp Anh) - Ildefons Lima (trong trận gặp Ukraina) |

## Lượng khán giả
| Đội tuyển  | Cao nhất | Thấp nhất | Trung bình |
| ---------- | -------- | --------- | ---------- |
| Andorra    | 10.300   | 510       | 2.666      |
| Belarus    | 29.600   | 8.500     | 18.296     |
| Croatia    | 35.218   | 14.441    | 24.957     |
| Anh        | 89.107   | 57.897    | 79.753     |
| Kazakhstan | 24.000   | 7.700     | 15.590     |
| Ukraina    | 38.500   | 11.500    | 23.974     |